# 姜秉奎 (政治家)
姜 秉奎（カン・ビョンギュ、朝鮮語: 강병규、1931年7月19日 - 2015年2月8日）は、大韓民国の政治家。第8・9・10代韓国国会議員、第4代漢城大学（現・漢城大学校）総長などを歴任した。本貫は晋州姜氏。

## 経歴
日本統治時代の慶尚南道陜川郡出身。晋州農林高等学校（現・慶尚国立大学校）、中央大学校、同校大学院を経て、釜山大学校博士課程修了（法学博士）。
中央大学校・国防大学院教授、外交安保研究院委員・学院研究所委員、民主共和党ソウル永登浦・江西委員長・院内副総裁、国会文化体育観光委員会委員長、APU代表、IPU代表、LLSS代表、ISA会員、UN代表、新国政協議会総裁、韓民族正統国民会議総裁、社団法人亜太文化協会長、戦争防止国民協力議会会長、韓国北方学会会長、大韓民国憲政会理事、最高会議諮問委員、アスパック初代事務総長、韓日協力委員会事務総長を歴任した。政界引退後は第4代漢城大学（現・漢城大学校）学長、世界平和協会総裁を務めた。
2015年2月8日、老衰により死去。享年83。